# Platja dels Cossis
La platja dels Cossis és una petita platja del municipi de Tarragona (Tarragonès) situada entre la Punta del Miracle, que la separa de la platja del Miracle, i la punta Grossa, que la separa de la platja de l'Arrabassada. Es caracteritza pels seus voltants rocallosos i abruptes. Té una longitud de 15 metres i una amplada mitjana de 10 metres, formada per sorra mitjana i fina. Sobre la platja hi ha el xalet Mare Internum, protegit com a Bé Cultural d'Interès Local.